# Fronteras de Botsuana
Las fronteras de Botsuana son los linderos internacionales que Botsuana comparte con sus Estados vecinos. Están representados por líneas que delimitan el territorio nacional donde el Estado ejerce su autoridad soberana.

## Fronteras

### Terrestres
Botsuana comparte fronteras terrestres con sus 4 países vecinos: Sudáfrica, Namibia, Zambia y Zimbabue, con un total de 4013,1 km.

### Resumen
La siguiente tabla resume todas las fronteras de Botsuana:
| País      | Frontera terrestre (km) | Notas |
| --------- | ----------------------- | ----- |
| Sudáfrica | 1840                    |       |
| Namibia   | 1360                    |       |
| Zambia    | 0.15                    |       |
| Zimbabue  | 813                     |       |
| Total     | 4013,1                  |       |